# Cascades et champs de pierres d’Augerolles

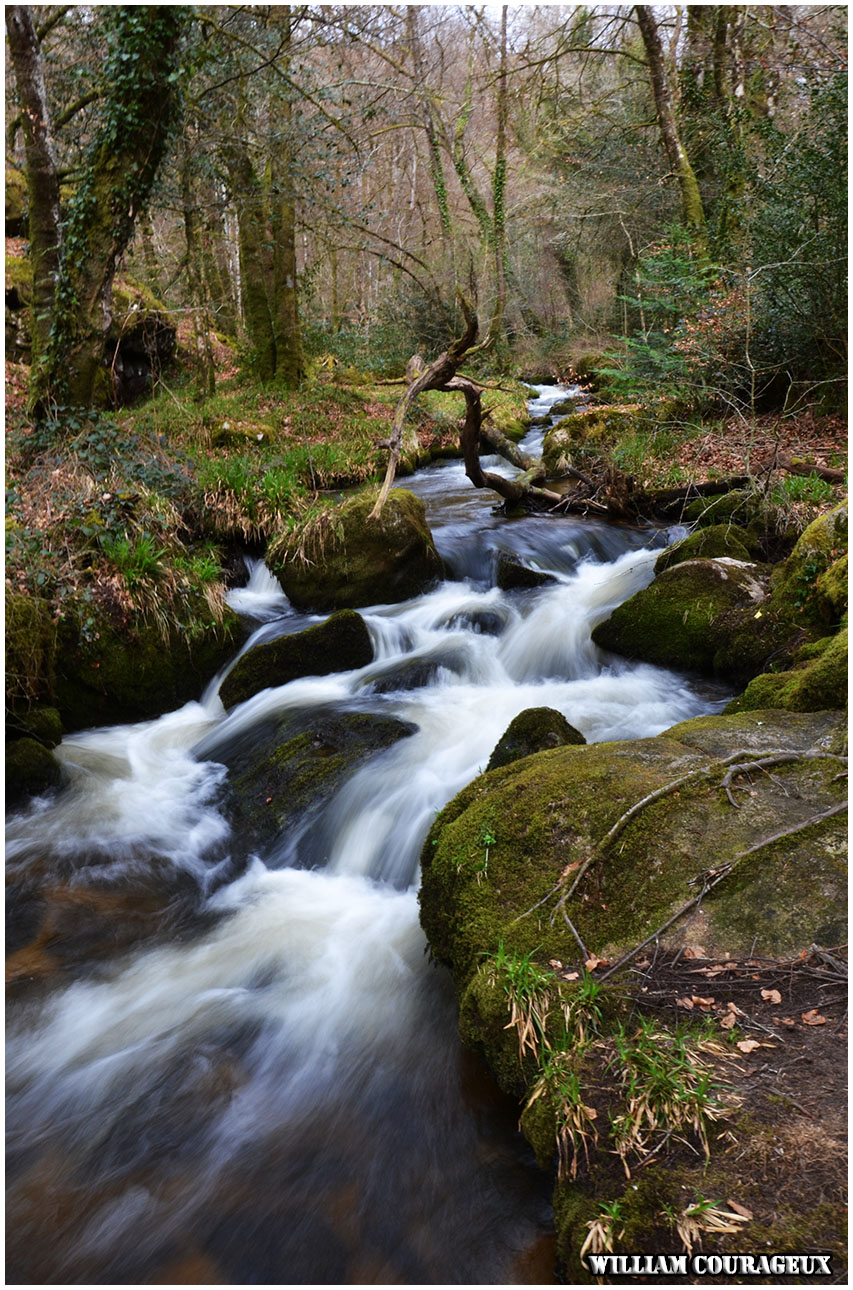
Les cascades d'Augerolles, vu en bas de la vallée.

Les Cascades et champs de pierres d'Augerolles, situés à Saint-Pardoux-Morterolles dans la Creuse, en France, font partie de la rivière du Grand Ruisseau un affluent de la Maulde.

## Géographie
Les cascades et champs de pierres d’Augerolles s'étendent sur une superficie de 53 hectares. Les cascades parcourent 4,65 km, en passant à côté d'Augerolles puis de Saint-Pardoux-Morterolles.

## Histoire
Le site est un monument naturel et fait l'objet d'une protection depuis le 11 février 1983 au titre des sites.

## Tourisme
Le GR de pays des cascades, landes et tourbières est un nouveau circuit de 65 kilomètres permettant de relier Royère-de-Vassivière à Bourganeuf en passant par Saint-Pierre-Bellevue, Saint-Pardoux-Morterolles, Faux-Mazuras, Saint-Martin-Château, Saint-Junien-la-Bregère. Le circuit permet de visiter de nombreux sites naturels et monuments remarquable de la région dont les cascades d'Augerolles mais aussi la cascade des Jarrauds, des tourbières, le Moulin d'Augerolles, les Tours Zizim, les ponts de planche en granit, des Croix, les églises, les sites inscrits des Gorges du Verger et des Roches du Mazuras...Le circuit peut s'effectuer à pieds en trois ou quatre jours ou en un ou deux jours en VTT ou à cheval.

## Pour approfondir